# Lijst van voetbalinterlands Ecuador - Uruguay
Deze lijst van voetbalinterlands is een overzicht van alle officiële voetbalwedstrijden tussen de nationale teams van Ecuador en Uruguay. De Zuid-Amerikaanse landen speelden tot op heden 50 keer tegen elkaar. De eerste ontmoeting was een duel in de strijd om de Copa América 1939, gespeeld op 22 januari 1939 in Lima (Peru). Het laatste duel, een kwalificatiewedstrijd voor het Wereldkampioenschap voetbal 2026, vond plaats op 15 oktober 2024 in Montevideo.

## Wedstrijden
| №  | Plaats         | Datum             | Competitie           | Wedstrijd         | Uitslag |
| -- | -------------- | ----------------- | -------------------- | ----------------- | ------- |
| 1  | Lima           | 22 januari 1939   | Copa América 1939    | Uruguay – Ecuador | 6 – 0   |
| 2  | Santiago       | 9 februari 1941   | Copa América 1941    | Uruguay – Ecuador | 6 – 0   |
| 3  | Montevideo     | 18 januari 1942   | Copa América 1942    | Uruguay – Ecuador | 7 – 0   |
| 4  | Santiago       | 24 januari 1945   | Copa América 1945    | Uruguay – Ecuador | 5 – 1   |
| 5  | Guayaquil      | 16 december 1947  | Copa América 1947    | Ecuador – Uruguay | 1 – 6   |
| 6  | Rio de Janeiro | 13 april 1949     | Copa América 1949    | Uruguay – Ecuador | 3 – 2   |
| 7  | Lima           | 23 maart 1953     | Copa América 1953    | Uruguay – Ecuador | 6 – 0   |
| 8  | Santiago       | 23 maart 1955     | Copa América 1955    | Uruguay – Ecuador | 5 – 1   |
| 9  | Lima           | 7 maart 1957      | Copa América 1957    | Uruguay – Ecuador | 5 – 2   |
| 10 | Guayaquil      | 6 december 1959   | Copa América 1959    | Ecuador – Uruguay | 0 – 4   |
| 11 | Guayaquil      | 6 juli 1969       | WK 1970 kwalificatie | Ecuador – Uruguay | 0 – 2   |
| 12 | Montevideo     | 20 juli 1969      | WK 1970 kwalificatie | Uruguay – Ecuador | 1 – 0   |
| 13 | Quito          | 1 juli 1973       | WK 1974 kwalificatie | Ecuador – Uruguay | 1 – 2   |
| 14 | Montevideo     | 8 juli 1973       | WK 1974 kwalificatie | Uruguay – Ecuador | 4 – 0   |
| 15 | Quito          | 20 oktober 1976   | Vriendschappelijk    | Ecuador – Uruguay | 2 – 2   |
| 16 | Montevideo     | 4 januari 1977    | Vriendschappelijk    | Uruguay – Ecuador | 1 – 1   |
| 17 | Quito          | 5 september 1979  | Copa América 1979    | Ecuador – Uruguay | 2 – 1   |
| 18 | Montevideo     | 16 september 1979 | Copa América 1979    | Uruguay – Ecuador | 2 – 1   |
| 19 | Montevideo     | 10 maart 1985     | WK-kwalificatie      | Uruguay – Ecuador | 2 – 1   |
| 20 | Quito          | 31 maart 1985     | WK 1986 kwalificatie | Ecuador – Uruguay | 0 – 2   |
| 21 | Montevideo     | 19 juni 1987      | Vriendschappelijk    | Uruguay – Ecuador | 2 – 1   |
| 22 | Asuncion       | 27 september 1988 | Vriendschappelijk    | Ecuador – Uruguay | 1 – 2   |
| 23 | Montevideo     | 3 mei 1989        | Vriendschappelijk    | Uruguay – Ecuador | 3 – 1   |
| 24 | Quito          | 23 mei 1989       | Vriendschappelijk    | Ecuador – Uruguay | 3 – 1   |
| 25 | Goiânia        | 2 juli 1989       | Copa América 1989    | Uruguay – Ecuador | 0 – 1   |
| 26 | Viña del Mar   | 9 juli 1991       | Copa América 1991    | Uruguay – Ecuador | 1 – 1   |
| 27 | Montevideo     | 4 juli 1992       | Vriendschappelijk    | Uruguay – Ecuador | 3 – 1   |
| 28 | Quito          | 22 juni 1993      | Copa América 1993    | Ecuador – Uruguay | 2 – 1   |
| 29 | Montevideo     | 1 augustus 1993   | WK 1994 kwalificatie | Uruguay – Ecuador | 0 – 0   |
| 30 | Guayaquil      | 5 september 1993  | WK 1994 kwalificatie | Ecuador – Uruguay | 0 – 1   |
| 31 | Quito          | 12 februari 1997  | WK 1998 kwalificatie | Ecuador – Uruguay | 4 – 0   |
| 32 | Maldonado      | 16 november 1997  | WK 1998 kwalificatie | Uruguay – Ecuador | 5 – 3   |
| 33 | Luque          | 4 juli 1999       | Copa América 1999    | Uruguay – Ecuador | 2 – 1   |
| 34 | Montevideo     | 12 oktober 1999   | Vriendschappelijk    | Uruguay – Ecuador | 0 – 0   |
| 35 | Montevideo     | 3 september 2000  | WK 2002 kwalificatie | Uruguay – Ecuador | 4 – 0   |
| 36 | Quito          | 7 november 2001   | WK 2002 kwalificatie | Ecuador – Uruguay | 1 – 1   |
| 37 | Chiclayo       | 10 juli 2004      | Copa América 2004    | Uruguay – Ecuador | 2 – 1   |
| 38 | Montevideo     | 5 september 2004  | WK 2006 kwalificatie | Uruguay – Ecuador | 1 – 0   |
| 39 | Quito          | 8 oktober 2005    | WK 2010 kwalificatie | Ecuador – Uruguay | 0 – 0   |
| 40 | Montevideo     | 10 september 2008 | WK 2010 kwalificatie | Uruguay – Ecuador | 0 – 0   |
| 41 | Quito          | 10 oktober 2009   | WK 2010 kwalificatie | Ecuador – Uruguay | 1 – 2   |
| 42 | Montevideo     | 11 september 2012 | WK 2014 kwalificatie | Uruguay − Ecuador | 1 − 1   |
| 43 | Quito          | 11 oktober 2013   | WK 2014 kwalificatie | Ecuador − Uruguay | 1 − 0   |
| 44 | Quito          | 12 november 2015  | WK 2018 kwalificatie | Ecuador − Uruguay | 2 − 1   |
| 45 | Montevideo     | 10 november 2016  | WK 2018 kwalificatie | Uruguay − Ecuador | 2 − 1   |
| 46 | Belo Horizonte | 16 juni 2019      | Copa América 2019    | Uruguay – Ecuador | 4 – 0   |
| 47 | Quito          | 13 oktober 2020   | WK 2022 kwalificatie | Ecuador − Uruguay | 4 − 2   |
| 48 | Montevideo     | 9 september 2021  | WK 2022 kwalificatie | Uruguay − Ecuador | 1 − 0   |
| 49 | Quito          | 12 september 2023 | WK 2026 kwalificatie | Ecuador − Uruguay | 2 − 1   |
| 50 | Montevideo     | 15 oktober 2024   | WK 2026 kwalificatie | Uruguay − Ecuador | 0 − 0   |

## Samenvatting
| Competitie        | Totaal gespeeld | Winst Ecuador | Gelijk | Winst Uruguay | Doelsaldo Ecuador – Uruguay |
| ----------------- | --------------- | ------------- | ------ | ------------- | --------------------------- |
| WK-kwalificatie   | 24              | 5             | 6      | 13            | 22 − 35                     |
| Copa América      | 18              | 3             | 1      | 14            | 16 − 66                     |
| Vriendschappelijk | 8               | 0             | 4      | 4             | 8 − 14                      |
| Totaal            | 50              | 8             | 11     | 31            | 46 − 115                    |

Wedstrijden bepaald door strafschoppen worden, in lijn met de FIFA, als een gelijkspel gerekend.

## Details

### Dertiende ontmoeting
| WK 1974 kwalificatie (Quito, Ecuador, 1 juli 1973): |       |                                      |
| Ecuador                                             | 1 – 2 | Uruguay                              |
| Ítalo Estupiñán 35'                                 | goals | 41' Luis Cubilla 74' Fernando Morena |

### Veertiende ontmoeting
| WK 1974 kwalificatie (Montevideo, Uruguay, 8 juli 1973):                |       |         |
| Uruguay                                                                 | 4 – 0 | Ecuador |
| Fernando Morena 4' Fernando Morena 27' Luis Cubilla 31' Denís Milar 62' | goals |         |

### Vijftiende ontmoeting
| Vriendschappelijk (Quito, Ecuador, 20 oktober 1976):                                                                    |       |                           |
| Ecuador | 2 – 2 | Uruguay                   |
| José Villafuerte ??' Ángel Liciardi ??'                                                                                 | goals | Doelpuntenmakers onbekend |
| - Debuut van José Villafuerte, Washington Méndez, Carlos Torres Garcés, Ecuador Figueroa en Wilson Nieves voor Ecuador. |       |                           |

### Negentiende ontmoeting
| WK 1986 kwalificatie (Montevideo, Uruguay, 10 maart 1985): |              | |
| Uruguay | 2 – 1        | Ecuador |
| Carlos Aguilera 32' Venancio Ramos 90' | goals        | 54' Hamilton Cuvi |
| Omar Borrás | bondscoach   | Antoninho Ferreira |
| Rodolfo Rodríguez Nelson Gutierrez Eduardo Acevedo Nestor Montelongo Miguel Ángel Bossio Daniel Martínez Jorge Barrios Carlos Aguilera Amaro Nadal Enzo Francescoli Jorge da Silva | opstellingen | Israel Rodríguez Flavio Perlaza Wilson Armas Orly Klinger Hans Maldonado José Villafuerte Marcelo Hurtado José Elias de Negri ??' Fernando Baldeón Hamilton Cuvi ??' Lupo Quiñónez |
| Fernando Álvez Victor Diogo Alfonso Pereira | wissels      | ??' Hermen Benítez ??' Galo Vasquez Pedro Latino Luis Enrique Capurro Luis Preciado                                                                                                |

### Twintigste ontmoeting
| WK 1986 kwalificatie (Quito, Ecuador, 31 maart 1985): |              | |
| Ecuador | 0 – 2        | Uruguay |
| | goals        | 72' Mario Saralegui 87' Enzo Francescoli |
| Ernesto Guerra | bondscoach   | Omar Borrás |
| Israel Rodríguez 70' Luis Enrique Capurro Orly Klinger Wilson Armas Hans Maldonado Marcelo Hurtado 46' José Elias de Negri José Villafuerte Fernando Baldeón Lupo Quiñónez Hamilton Cuvi | opstellingen | Rodolfo Rodríguez Nelson Gutierrez Alfonso Dario Pereira Victor Hugo Diogo Miguel Ángel Bossio José Alberto Batista 72' Venancio Ramos Mario Saralegui 46' Amaro Nadal Enzo Francescoli Sergio Santin |
| Eddie Valencia 46' Pedro Latino 70' Hérmen Benitez Holger Quiñónez Luis Preciado | wissels      | 46' Jorge da Silva 72' Wilmar Cabrera Fernando Álvez Eduardo Acevedo Daniel Martínez |
| Lupo Quiñónez 51' | gele kaarten | 10' Mario Saralegui 43' Victor Hugo Diogo |

### 21ste ontmoeting
| Vriendschappelijk (Montevideo, Uruguay, 19 juni 1987): |              | |
| Uruguay | 2 – 1        | Ecuador |
| José Perdomo 5' José Perdomo 66' | goals        | 50' Pietro Marsetti |
| Roberto Fleitas | bondscoach   | Luis Grimaldi |
| Jorge Seré Gonzalo Díaz Nelson Gutiérrez Obdulio Trasante Alfonso Domínguez Gustavo Matosas José Perdomo Enrique Peña 46' Enzo Francescoli Antonio Alzamendi Ruben Sosa 86' | opstellingen | Carlos Luis Morales Luis Mosquera Kléber Fajardo Wilson Macias Luis Enrique Capurro Edgar Germán Domínguez ??' Álex Aguinaga 46' Hamilton Cuvi Pablo Marín Lupo Quiñónez Fernando Baldeón |
| Pablo Bengoechea 46' Mauricio Silvera 86' | wissels      | 46' Pietro Marsetti ??' Geovanny Mera |
| - Debuut van José Perdomo en Alfonso Domínguez voor Uruguay. |              | |

### 22ste ontmoeting
| Vriendschappelijk (Asuncion, Paraguay, 27 september 1988): |       |                     |
| Uruguay | 2 – 1 | Ecuador             |
| Gustavo Dalto 14' José Oscar Herrera 84' | goals | 74' Jimmy Izquierdo |
| - Eerste duel van Uruguay onder leiding van bondscoach Oscar Tabárez. - Debuut van doelman Javier Zeoli, Daniel Sánchez, Éber Moas, Rubén da Silva, Sergio Martínez, Mario Rebollo en Edgar Borges voor Uruguay. |       |                     |

### 23ste ontmoeting
| Vriendschappelijk (Montevideo, Uruguay, 3 mei 1989):       |       |                 |
| Uruguay                                                    | 3 – 1 | Ecuador         |
| Sergio Martínez 9' Carlos Aguilera 55' Carlos Aguilera 90' | goals | 85' Raúl Avilés |
| - Debuut van William Castro voor Uruguay.                  |       |                 |

### 24ste ontmoeting
| Vriendschappelijk (Quito, Ecuador, 23 mei 1989): |       |                        |
| Ecuador                                          | 1 – 1 | Uruguay                |
| Raúl Avilés 58'                                  | goals | 90' José Oscar Herrera |

### 25ste ontmoeting
| Copa América 1989 (Goiânia, Brazilië, 2 juli 1989): |       |                    |
| Uruguay                                             | 0 – 1 | Ecuador            |
|                                                     | goals | 88' Hérmen Benítez |

### 26ste ontmoeting
| Copa América 1991 (Viña del Mar, Chili, 9 juli 1991): |       |                   |
| Uruguay                                               | 1 – 1 | Ecuador           |
| Gustavo Méndez 47' (pen.)                             | goals | 43' Álex Aguinaga |

### 27ste ontmoeting
| Vriendschappelijk (Montevideo, Uruguay, 4 juli 1992):                                                  |       |                     |
| Uruguay                                                                                                | 3 – 1 | Ecuador             |
| Fernando Kanapkis 8' Adrián Paz 56' José Luis Zalazar 58'                                              | goals | 83' Ángel Fernández |
| - Debuut van Julio César Gómez (Club Nacional) voor Uruguay. - Debuut van Máximo Tenorio voor Ecuador. |       |                     |

### 28ste ontmoeting
| Copa América 1993 (Quito, Ecuador, 22 juni 1993): |       |                       |
| Ecuador                                           | 2 – 1 | Uruguay               |
| Raúl Avilés 28' Álex Aguinaga 88'                 | goals | 65' Fernando Kanapkis |

### 29ste ontmoeting
| WK 1994 kwalificatie (Montevideo, Uruguay, 1 augustus 1993): |       |         |
| Uruguay                                                      | 0 – 0 | Ecuador |
|                                                              | goals |         |

### 30ste ontmoeting
| WK 1994 kwalificatie (Guayaquil, Ecuador, 5 september 1993): |              |                |
| Ecuador                                                      | 0 – 1        | Uruguay        |
|                                                              | goals        | 10' Rubén Sosa |
| Héctor Carabali 80'                                          | rode kaarten | 89' Rubén Sosa |
| - Debuut van Ricardo Canals (Club Nacional) voor Uruguay.    |              |                |

### 31ste ontmoeting
| WK 1998 kwalificatie (Quito, Ecuador, 12 februari 1997):                  |              |                                                          |
| Ecuador                                                                   | 4 – 0        | Uruguay                                                  |
| Álex Aguinaga 6' Agustín Delgado 69' Agustín Delgado 76' Cléber Chalá 86' | goals        |                                                          |
|                                                                           | rode kaarten | 77' Gustavo Méndez 87' Daniel Fonseca 90' Nelson Abeijón |
| - Eerste overwinning Ecuador ooit op Uruguay in WK-kwalificatieduel.      |              |                                                          |

### 32ste ontmoeting
| WK 1998 kwalificatie (Maldonado, Uruguay, 16 november 1997): |       |                                                         |
| Uruguay | 5 – 3 | Ecuador                                                 |
| Marcelo Saralegui 3' Marcelo Saralegui 12' Sebastián Abreu 48' Sebastián Abreu 52' Carlos Aguilera 63'                                                                                      | goals | 2' Ariel Graziani 59' Ariel Graziani 68' Ariel Graziani |
| - Laatste interland van Carlos Alberto Aguilera (64ste), Marcelo Saralegui (33ste) en Guillermo Sanguineti (20ste) voor Uruguay. - Laatste interland van Raúl Noriega (27ste) voor Ecuador. |       |                                                         |

### 33ste ontmoeting
| Copa América 1999 (Luque, Paraguay, 4 juli 1999):             |       |                   |
| Uruguay                                                       | 2 – 1 | Ecuador           |
| Marcelo Zalayeta 72' Marcelo Zalayeta 74'                     | goals | 78' Iván Kaviedes |
| - Laatste interland van Hólger Quiñónez (50ste) voor Ecuador. |       |                   |

### 34ste ontmoeting
| Vriendschappelijk (Montevideo, Uruguay, 12 oktober 1999): |              | |
| Uruguay | 0 – 0        | Ecuador |
| | goals        | |
| Daniel Passarella | bondscoach   | Hernán Darío Gómez |
| Fabián Carini Gustavo Méndez Diego Luis López Paolo Montero Gianni Guigou Marcelo Romero 73' Pablo García Nicolás Olivera Ruben da Silva Álvaro Recoba 78' Marcelo Zalayeta      | opstellingen | José Cevallos John Cagua Iván Hurtado Alberto Montaño Marlon Ayoví Jairon Zamora 76' Wellington Sánchez Edwin Tenorio Kléber Chalá Eduardo Hurtado 46' Ariel Graziani |
| Fabián Coelho 73' Antonio Pacheco 78' | wissels      | 46' Iván Kaviedes 76' Cristian Quiñónez |
| Ruben da Silva 90' | rode kaarten | |
| - Doelman José Cevallos (Ecuador) stopt strafschop van Álvaro Recoba in 27ste minuut. - Eerste duel van Ecuador onder leiding van de Colombiaanse bondscoach Hernán Darío Gómez. |              | |

### 35ste ontmoeting
| WK 2002 kwalificatie (Montevideo, Uruguay, 3 september 2000):                                                                        |              |                        |
| Uruguay | 4 – 0        | Ecuador                |
| Federico Magallanes 14' Darío Silva 37' Nicolás Olivera 50' Gabriel Cedrés 86'                                                       | goals        |                        |
| | rode kaarten | ?', 85' Augusto Porozo |
| - Debuut van Damián Rodríguez (Club Nacional de Football) voor Uruguay. - Laatste interland van Ariel Graziani (34ste) voor Ecuador. |              |                        |

### 36ste ontmoeting
| WK 2002 kwalificatie (Quito, Ecuador, 7 november 2001):       |       |                            |
| Ecuador                                                       | 1 – 1 | Uruguay                    |
| Iván Kaviedes 73'                                             | goals | 44' (pen.) Nicolás Olivera |
| - Debuut van Vicente Sánchez (Deportivo Toluca) voor Uruguay. |       |                            |

### 37ste ontmoeting
| Copa América 2004 (Chiclayo, Peru, 10 juli 2004): |              | |
| Uruguay | 2 – 1        | Ecuador |
| Diego Forlán 61' Carlos Bueno 78' | goals        | 73' Franklin Salas |
| Jorge Fossati | bondscoach   | Hernán Darío Gómez |
| Luis Barbat Gustavo Varela Joe Bizera Paolo Montero 60' Darío Rodríguez Diego Forlán 68' Marcelo Sosa Omar Pouso Cristian Rodríguez 55' Darío Silva Carlos Bueno | opstellingen | Oswaldo Ibarra Ulises de la Cruz Iván Hurtado Giovanny Espinoza Néicer Reasco 83' Edison Méndez Alfonso Obregón 64' Edwin Tenorio Cléber Chalá Álex Aguinaga Agustín Delgado |
| Vicente Sánchez 55' Alejandro Lago 60' Diego Pérez 68' | wissels      | 46' Franklin Salas 83' Ebelio Ordóñez |
| Paolo Montero 7' | gele kaarten | 49' Giovanny Espinoza 64' Néicer Reasco 76' Cléber Chalá |

### 38ste ontmoeting
| WK 2006 kwalificatie (Montevideo, Uruguay, 5 september 2004): |              | |
| Uruguay | 1 – 0        | Ecuador |
| Carlos Bueno 57' | goals        | |
| Jorge Fossati | bondscoach   | Luis Fernando Suárez |
| Sebastián Viera Carlos Diogo Joe Bizera Paolo Montero Darío Rodríguez Álvaro Recoba 78' Marcelo Sosa Javier Delgado Christian Rodríguez 57' Carlos Bueno Darío Silva 25' | opstellingen | Edwin Villafuerte Ulises de la Cruz Iván Hurtado Giovanni Espinoza Néicer Reasco Edison Méndez 70' Leonardo Soledispa Marlon Ayoví 83' Walter Ayoví Carlos Tenorio 60' Jhonny Baldeón |
| Vicente Sánchez 25' Fabián Estoyanoff 57' Diego Pérez 78' | wissels      | 60' Agustín Delgado 70' Carlos Quiñónez 83' Antonio Valencia |
| Álvaro Recoba 40' Carlos Bueno 54' Marcelo Sosa 71' Sebastián Viera 74'                                                                                                  | gele kaarten | 49' Edison Méndez |

### 39ste ontmoeting
| WK 2006 kwalificatie (Quito, Ecuador, 8 oktober 2005): |       |         |
| Ecuador                                                | 0 – 0 | Uruguay |
|                                                        | goals |         |

### 40ste ontmoeting
| WK 2010 kwalificatie (Montevideo, Uruguay, 10 september 2008): |       |         |
| Uruguay                                                        | 0 – 0 | Ecuador |
|                                                                | goals |         |

### 41ste ontmoeting
| WK 2010 kwalificatie (Quito, Ecuador, 10 oktober 2009): |       |                                           |
| Ecuador                                                 | 1 – 2 | Uruguay                                   |
| Antonio Valencia 67'                                    | goals | 69' Luis Suárez 90+4' (pen.) Diego Forlán |

### 42ste ontmoeting
| WK 2014 kwalificatie (Montevideo, Uruguay, 11 september 2012): |              | |
| Uruguay | 1 – 1        | Ecuador |
| Edinson Cavani 68' | goals        | 8' (pen.) Felipe Caicedo |
| Oscar Tabárez | bondscoach   | Reinaldo Rueda |
| Fernando Muslera Maxi Pereira Diego Lugano Diego Godín Diego Pérez 57' Álvaro Pereira 46' Gastón Ramírez Diego Forlán Luis Suárez Edinson Cavani Emiliano Alfaro 46'                                       | opstellingen | Alexander Domínguez Frickson Erazo Jayro Campos Luis Antonio Valencia 83' Luis Saritama Oswaldo Minda Segundo Castillo Walter Ayoví Juan Carlos Paredes 90' Cristian Benítez 57' Felipe Caicedo |
| Walter Gargano 46' Álvaro González 46' Cristian Rodríguez 57' Martín Silva Juan Castillo Mauricio Victorino Sebastián Coates Andrés Scotti Sebastián Eguren Nicolás Lodeiro Sebastián Abreu Abel Hernández | wissels      | 57' Jaime Ayoví 83' Renato Ibarra 90' Gabriel Achilier Robinson Sánchez Adrián Bone Jorge Guagua Diego Calderón Michael Quiñónez Dennys Quiñónez Henry León Michael Arroyo Narciso Mina         |
| Diego Lugano 6' Álvaro Pereira 36' Luis Suárez 63' Gastón Ramírez 90' | gele kaarten | 8' Oswaldo Minda 21' Jayro Campos 23' Alexander Domínguez 61' Cristian Benítez 81' Segundo Castillo                                                                                             |
| | rode kaarten | 90' Luis Antonio Valencia |

### 43ste ontmoeting
| WK 2014 kwalificatie (Quito, Ecuador, 11 oktober 2013): |              | |
| Ecuador | 1 – 0        | Uruguay |
| Jefferson Montero 30' | goals        | |
| Reinaldo Rueda | bondscoach   | Oscar Tabárez |
| Alexander Domínguez Jorge Guagua Frickson Erazo Enner Valencia 71' Luis Antonio Valencia Christian Noboa Jefferson Montero 82' Segundo Castillo Walter Ayoví Juan Carlos Paredes Felipe Caicedo | opstellingen | Fernando Muslera 64' Maxi Pereira Diego Lugano Diego Godín José Giménez Jorge Fucile 78' Cristian Rodríguez 72' Walter Gargano Luis Suárez Edinson Cavani Egidio Arévalo                                 |
| Joao Rojas 71' 90' Renato Ibarra 82' Alex Bolaños 90' Máximo Banguera Gabriel Corozo Luis Checa Luis Saritama Edison Méndez Fidel Martínez Jaime Ayoví                                          | wissels      | 64' Diego Forlán 72' Alejandro Silva 78' Gastón Ramírez Martín Silva Rodrigo Muñoz Gastón Silva Andrés Scotti Diego Pérez Álvaro Pereira Álvaro González Nicolás Lodeiro Christian Stuani Abel Hernández |
| | gele kaarten | 18' Diego Lugano 57' Egidio Arévalo |

### 45ste ontmoeting
| WK 2018 kwalificatie (Montevideo, Uruguay, 10 november 2016): |              | |
| Uruguay | 2 – 1        | Ecuador |
| Sebastián Coates 15' Diego Rolán 45' | goals        | 44' Felipe Caicedo |
| Oscar Tabárez | bondscoach   | Gustavo Quinteros |
| Fernando Muslera Gastón Silva Maximiliano Pereira Diego Godín Sebastián Coates Matías Vecino Carlos Sánchez 88' Egidio Arévalo Luis Suárez Cristhian Stuani Diego Rolán 62' | opstellingen | Esteban Dreer Juan Carlos Paredes Frickson Erazo Gabriel Achilier 83' Jefferson Orejuela Christian Noboa 62' Fidel Martínez 73' Miler Bolaños Walter Ayoví Renato Ibarra Felipe Caicedo |
| Gastón Ramírez 62' Mathías Corujo 88' | wissels      | 62' Marcos Caicedo 73' Juan Cazares 83' Jaime Ayoví |
| Egidio Arévalo 54' | gele kaarten | 40' Fidel Martínez 70' Jefferson Orejuela |

FEF · A-internationals · Bondscoaches · Selecties · Statistieken · Ecuadoraans vrouwenelftal · Olympisch elftal · Ecuador U21 · Ecuador U20 · Ecuador U18 · Ecuador U17
1938 – 1949 ·
1950 – 1959 ·
1960 – 1969 ·
1970 – 1979 ·
1980 – 1989 ·
1990 – 1999 ·
2000 – 2009 ·
2010 – 2019 ·
2020 − 2029
WK 2002 · 
WK 2006 · 
WK 2014
1938 · 
1939 · 
1940 · 
1941 · 
1942 · 
1943 · 1944 · 
1945 · 
1946 · 
1947 · 
1948 · 
1949 · 
1950 · 1951 · 1952 · 
1953 · 
1954 · 
1955 · 
1956 · 
1957 · 
1958 · 
1959 · 
1960 · 
1961 · 1962 · 
1963 · 
1964 · 
1965 · 
1966 · 
1967 · 1968 · 
1969 · 
1970 · 
1971 · 
1972 · 
1973 · 
1974 · 
1975 · 
1976 · 
1977 · 
1978 · 
1979 · 
1980 · 
1981 · 
1982 · 
1983 · 
1984 · 
1985 · 
1986 · 
1987 · 
1988 · 
1989 · 
1990 · 
1991 · 
1992 · 
1993 · 
1994 · 
1995 · 
1996 · 
1997 · 
1998 · 
1999 · 
2000 · 
2001 · 
2002 · 
2003 · 
2004 · 
2005 · 
2006 · 
2007 · 
2008 · 
2009 · 
2010 · 
2011 · 
2012 · 
2013 · 
2014 · 
2015 · 
2016 · 
2017 ·
2018 ·
2019 ·
2020 ·
2021 ·
2022
Argentinië ·
Armenië ·
Australië ·
Bolivia · 
Brazilië ·
Bulgarije ·
Canada ·
Chili ·
Colombia ·
Costa Rica ·
Cuba ·
Denemarken ·
DDR ·
Duitsland ·
El Salvador ·
Engeland ·
Estland ·
Finland ·
Frankrijk ·
Griekenland ·
Guatemala ·
Haïti ·
Honduras ·
Ierland ·
Irak ·
Iran ·
Italië ·
Jamaica ·
Japan ·
Joegoslavië ·
Jordanië ·
Kaapverdië ·
Koeweit ·
Kroatië · 
Libanon ·
Mexico ·
Nederland ·
Nigeria ·
Noord-Macedonië ·
Oeganda ·
Oman ·
Panama ·
Paraguay ·
Peru ·
Polen ·
Portugal ·
Qatar ·
Roemenië ·
Saoedi-Arabië ·
Schotland ·
Senegal ·
Spanje ·
Trinidad en Tobago ·
Turkije · 
Uruguay ·
Venezuela ·
Verenigde Staten ·
Wit-Rusland ·
Zambia ·
Zuid-Afrika ·
Zuid-Korea ·
Zweden ·
Zwitserland
Costa Rica (2006) · 
Duitsland (2006) · 
Engeland (2006) · 
Frankrijk (2014) · 
Honduras (2014) · 
Nederland (2022) · 
Polen (2006) · 
Qatar (2022) · 
Zwitserland (2014)
AUF · A-internationals · Selecties · Bondscoaches · Uruguayaans vrouwenelftal · Olympisch elftal · Uruguay U21 · Uruguay U20 · Uruguay U19 · Uruguay U18 · Uruguay U17
1900 – 1909 ·
1910 – 1919 ·
1920 – 1929 ·
1930 – 1939 ·
1940 – 1949 ·
1950 – 1959 ·
1960 – 1969 ·
1970 – 1979 ·
1980 – 1989 ·
1990 – 1999 ·
2000 – 2009 ·
2010 – 2019 ·
2020 – 2029
WK 1930 · 
WK 1950 · 
WK 1954 · 
WK 1962 · 
WK 1966 · 
WK 1970 ·
WK 1974 · 
WK 1986 · 
WK 1990 · 
WK 2002 · 
WK 2010 · 
WK 2014 · 
WK 2018
OS 1924 · 
OS 1928 ·
OS 2012
1902 · 
1903 · 
1904 · 
1905 · 
1906 · 
1907 · 
1908 · 
1909 ·
1910 · 
1911 · 
1912 · 
1913 · 
1914 · 
1915 · 
1916 · 
1917 · 
1918 · 
1919 ·
1920 · 
1921 · 
1922 · 
1923 · 
1924 · 
1925 · 
1926 · 
1927 · 
1928 · 
1929 ·
1930 · 
1931 · 
1932 · 
1933 · 
1934 · 
1935 · 
1936 · 
1937 · 
1938 · 
1939 ·
1940 · 
1941 · 
1942 · 
1943 · 
1944 · 
1945 · 
1946 · 
1947 · 
1948 · 
1949 ·
1950 · 
1951 · 
1952 · 
1953 · 
1954 · 
1955 · 
1956 · 
1957 · 
1958 · 
1959 ·
1960 · 
1961 · 
1962 · 
1963 · 
1964 · 
1965 · 
1966 · 
1967 · 
1968 · 
1969 ·
1970 · 
1971 · 
1972 · 
1973 · 
1974 · 
1975 · 
1976 · 
1977 · 
1978 · 
1979 ·
1980 · 
1981 · 
1982 · 
1983 · 
1984 · 
1985 · 
1986 · 
1987 · 
1988 · 
1989 ·
1990 ·
1991 · 
1992 · 
1993 · 
1994 · 
1995 · 
1996 · 
1997 · 
1998 · 
1999 · 
2000 · 
2001 · 
2002 · 
2003 · 
2004 · 
2005 · 
2006 · 
2007 · 
2008 · 
2009 · 
2010 · 
2011 · 
2012 · 
2013 · 
2014 · 
2015 · 
2016 ·
2017 ·
2018 ·
2019 ·
2020 ·
2021 ·
2022 ·
2023 ·
2024
Algerije ·
Angola ·
Argentinië ·
Australië ·
België ·
Bolivia ·
Brazilië ·
Bulgarije ·
Canada ·
Chili ·
China ·
Colombia ·
Costa Rica ·
Cuba ·
DDR ·
Denemarken ·
Duitsland ·
Ecuador ·
Egypte ·
Engeland ·
Estland ·
 Finland ·
Frankrijk ·
Georgië ·
Ghana ·
Guatemala ·
Haïti ·
Honduras ·
Hongarije ·
Ierland ·
India ·
Indonesië ·
Irak ·
Iran ·
Israël ·
Italië ·
Ivoorkust ·
Jamaica ·
Japan ·
Joegoslavië ·
Jordanië ·
Libië ·
Luxemburg ·
Maleisië ·
Mexico ·
Marokko ·
Nederland ·
Nicaragua ·
Nieuw-Zeeland ·
Nigeria ·
Noord-Ierland ·
Noorwegen ·
Oekraïne ·
Oezbekistan ·
Oman ·
Oostenrijk ·
Panama ·
Paraguay ·
Peru ·
Polen ·
Portugal ·
Roemenië ·
Rusland ·
Saarland ·
Saoedi-Arabië ·
Schotland ·
Senegal ·
Servië & Montenegro ·
Singapore ·
Slovenië ·
Sovjet-Unie ·
Spanje ·
Tahiti ·
Thailand ·
Trinidad en Tobago · 
Tsjechië ·
Tsjecho-Slowakije ·
Tunesië · 
Turkije ·
Venezuela ·
Verenigde Arabische Emiraten ·
Verenigde Staten ·
Wales ·
Zuid-Afrika ·
Zuid-Korea ·
Zweden ·
Zwitserland
Argentinië (1986) ·
België (1990) ·
Brazilië (1950) · 
Colombia (2014) ·
Costa Rica (2014) ·
Denemarken (1986) ·
Denemarken (2002) ·
Duitsland (2010) ·
Egypte (2018) ·
Engeland (2014) ·
Frankrijk (2002) ·
Frankrijk (2010) ·
Frankrijk (2018) ·
Ghana (2010) ·
Italië (1990) ·
Italië (2014) ·
Mexico (2010) ·
Nederland (1974) ·
Nederland (2010) ·
Portugal (2018) ·
Rusland (2018) ·
Saoedi-Arabië (2018) ·
Schotland (1986) ·
Senegal (2002) ·
Spanje (1990) ·
West-Duitsland (1986) ·
Zuid-Afrika (2010) ·
Zuid-Korea (1990) ·
Zuid-Korea (2010)